# Llangollen
Llangollen er en by og kommune i Denbighshire, Wales. Den ligger ved floden Dee på grænsen til Berwyn range og Dee Valley Way AONB. I 2011 havde byen 3.658 indbyggere.
Den sejlbare kanal Llangollen Canal, der er en del af Shropshire Union Canal, løber forbi byen.
Hvert år afholdes Llangollen International Musical Eisteddfod, hvor omkring 50.000 personer besøger byen over 6 dage.